# Syllis notocera
Syllis notocera är en ringmaskart som beskrevs av Ehlers 1905. Syllis notocera ingår i släktet Syllis och familjen Syllidae. Inga underarter finns listade i Catalogue of Life.